# I. e. 249
Évszázadok: i. e. 4. század – i. e. 3. század – i. e. 2. század
Évtizedek: i. e. 290-es évek – i. e. 280-as évek – i. e. 270-es évek – i. e. 260-as évek – i. e. 250-es évek – i. e. 240-es évek – i. e. 230-as évek – i. e. 220-as évek – i. e. 210-es évek – i. e. 200-as évek – i. e. 190-es évek
Évek: i. e. 254 – i. e. 253 – i. e. 252 – i. e. 251 –  i. e. 250 – i. e. 249 – i. e. 248 – i. e. 247 – i. e. 246 – i. e. 245 – i. e. 244

## Események

### Itália
- Rómában Publius Claudius Pulchert és Lucius Iunius Pullust választják consulnak.
- A drepanumi tengeri csatában az Adherbal vezette pun flotta döntő vereséget mér Pulcher consulra, aki hajói többségét elveszti; közülük 93-at a punok szereznek meg.
- Pullus a hajórajával Szicíliába kísér utánpótlást, de a punok rajtuk ütnek és szétszórják a flottáját, majd egy viharban két kivételével valamennyi hajója elsüllyed. Róma hadiflotta nélkül marad és csak hét év múlva kezdik el a pótlását. Pullus öngyilkos lesz.
- Pulcher consult Rómában bíróság elé állítják inkompetencia és hanyagság vádjával, mert a rossz jósjelek ellenére kezdeményezett csatát. 120 ezer as megfizetésére és száműzetésre ítélik.
- Aulus Atilius Calatinust dictatorrá nevezik ki és hadseregével Szicíliába vonul; ő az első dictator aki hadat visel Itálián kívül. Sikerül felmentenie a Lilybaeum mellett szorongatott római sereget és elfoglalja Erüxöt.

### Kína
- Csin állam annektálja Csou állam utolsó, keleti részeit is.

## Fordítás
- Ez a szócikk részben vagy egészben  a(z)   249 BC című angol Wikipédia-szócikk ezen változatának fordításán alapul.  Az eredeti cikk szerkesztőit annak laptörténete sorolja fel. Ez a jelzés csupán a megfogalmazás eredetét és a szerzői jogokat jelzi, nem szolgál a cikkben szereplő információk forrásmegjelöléseként.